# Flustra italica
Flustra italica är en mossdjursart som beskrevs av Lazzaro Spallanzani 1801. Flustra italica ingår i släktet Flustra och familjen Flustridae. Inga underarter finns listade i Catalogue of Life.